# يان دونر
يان دونر هو أستاذ جامعي وقانوني وسياسي هولندي، ولد في 3 فبراير 1891 في أسن في هولندا، وتوفي في 2 فبراير 1981. نشط حزبياً في Anti-Revolutionary Party ‏. وقد انتخب president of the Supreme Court of the Netherlands ‏ (1946 – 1961) وانتخب وزير الأمن والعدل ‏.